# Lettre à un enfant jamais né
 (mai 2025).
Si vous disposez d'ouvrages ou d'articles de référence ou si vous connaissez des sites web de qualité traitant du thème abordé ici, merci de compléter l'article en donnant les références utiles à sa vérifiabilité et en les liant à la section « Notes et références ».
Lettre à un enfant jamais né (Lettera a un bambino mai nato, 1975) est un ouvrage de l'écrivaine et journaliste italienne Oriana Fallaci dans lequel elle aborde les thèmes de l'avortement, de la famille et de l'amour.
Il a remporté un grand succès et a été traduit en 22 langues.